# Société des peintres-graveurs
La Société des peintres-graveurs est une société d'artistes graveurs créée en 1889, d'abord sous l'intitulé des Peintres-graveurs français, puis, en 1891, sous celui de Société des peintres-graveurs français . Elle change de nom, pour prendre acte de son caractère international, en 2017.
Elle est actuellement hébergée 10 rue de Buci, dans les locaux de la galerie Sagot-Le Garrec.

## Historique
La société est créée en janvier 1889 par Félix Bracquemond avec son ami Henri Guérard, et sous le parrainage de Philippe Burty, préfacier de la première exposition organisée aux galeries Durand-Ruel du 23 janvier au 14 février. Une deuxième (mars 1890), troisième (avril 1891), quatrième (avril 1892) et cinquième exposition (avril 1893) suivent chez Durand-Ruel, sous le parrainage de Roger Marx et Henri Beraldi, entre autres.
Cette société s'inscrit dans la lignée de plusieurs sociétés savantes vouées à la promotion notamment de l'eau-forte, par exemple la Société des aquafortistes (1862-1867) fondée par Alfred Cadart, avec la complicité entre autres d'Alphonse Legros, et qui eut un impact sensible sur l'édition d'estampes au niveau européen en invitant de nombreux artistes de toutes origines. Le 31 juillet 1880, Francis Seymour Haden cofonde à Londres la Society of Painter-Etchers, devenue la Royal Society of Painter-Printmakers, qui inspire à son tour Félix Bracquemond et ses amis.
Son premier président, en 1889, en est Bracquemond qui sera président d'honneur l'année suivante ; elle compte alors parmi ses membres Mary Cassatt ou Camille Pissarro.
Elle change de nom en 1891, compte alors 43 membres, et invite à chaque exposition des artistes étrangers. En avril 1897, la 6e exposition présente les travaux de ses membres à La Bodinière, puis cesse d'exposer sur Paris. En février-mars 1906, la 7e exposition prend place au Grand Palais ; en décembre 1907, elle revient chez Durand-Ruel ; en décembre 1908, elle investit la galerie Devambez, qui organise les expositions jusqu'en 1913.
En avril 1892, pour sa 4e exposition chez Durand-Ruel, elle invite sa consœur, la Royal Society of Painters-Etchers.
Depuis 1927, et après un passage chez Durand-Ruel en 1922, elle expose chaque année à la Bibliothèque nationale, avec des interruptions, puis devient biennale à partir de 1970. En 1980, elle comptait 38 membres.
Auguste Rodin, Eugène Carrière, Jean-Louis Forain, Albert Besnard, Auguste Lepère, Jacques Beltrand, Édouard Goerg, André Dunoyer de Segonzac ou Roger Vieillard l’ont également présidée.
La Société commande toujours trois estampes par an, tirées à cent épreuves, pour ses membres. Elle organise des expositions des créations de ses membres et de leurs invités.

## Membres de la société
Liste des sociétaires lors du 80e anniversaire de la Société, selon Les Peintres graveurs français (1969), sauf mention, et avec les anciens présidents :
- Adolphe Albert (1er secrétaire)[11]
- Mario Avati
- André Beaudin
- Jacques Beltrand (ancien président)
- Léonce Bénédite (ancien président[12])
- Jean-Eugène Bersier
- Albert Besnard (ancien président)
- Lars Bo
- Émile Boilvin
- Étienne Bouchaud
- Eugène Boudin
- Henri Boutet
- Félix Bracquemond (1er président puis président d'honneur)
- Marie Bracquemond
- Maurice Brianchon
- Bernard Buffet
- Félix Buhot
- Robert Cami
- Eugène Carrière (ancien président)
- Jean Carton
- Mary Cassatt
- Michel Cazin
- Marc Chagall
- Jules Chéret
- Michel Ciry
- Pierre-Eugène Clairin (ancien président)
- Antoni Clavé
- Gérard Cochet
- Eugène Corneau
- Germaine de Coster
- Lucien Coutaud
- Hermine David
- Albert Decaris
- Henri Delavallée
- Marcellin Desboutin
- Erik Desmazières (président depuis 2006)
- François Desnoyer
- Henry Detouche
- Henri Patrice Dillon
- Pierre Dubreuil
- André Dunoyer de Segonzac (ancien président)
- Jean-Marie Estèbe
- Henri Fantin-Latour
- Jean-Louis Forain (ancien président)
- Demetrios Galanis
- Auguste-Jean Gaudin
- René Genis
- Georges Gobo
- Norbert Gœneutte
- Géry-Bichard
- Édouard Goerg (ancien président[13])
- Marcel Gromaire
- Henri Guérard
- Paul Guiramand
- Jacques Hallez
- Ernest-Marie Herscher
- Kiyoshi Hasegawa
- Jacques Houplain
- François Houtin
- Pierre Georges Jeanniot
- Frédéric Jacque
- André Jacquemin
- Alexis de Kermoal
- Gaston de La Touche
- Léon Le Goaesbe de Bellée
- Philippe Lelièvre
- Auguste Lepère (ancien président)
- Henry Lerolle
- Herbert Lespinasse
- Michel-Eudes de L'Hay
- Léon Lhermitte
- Robert Lotiron
- Alexandre Lunois
- André Masson
- Paul Mathey
- André Minaux
- Louis Monziès
- Louis Morin
- Louis Muller
- Roland Oudot
- Camille Pissarro
- Mario Prassinos
- Victor Prouvé
- Jacques Ramondot
- Odilon Redon
- Paul Renouard
- Théodule Ribot
- J.J.J. Rigal
- Henri Rivière
- Marcel Roche
- Auguste Rodin (ancien président)
- Maurice Savin
- Charles-Emmanuel Serret
- Gustave Singier
- Henry Somm
- Louis-Joseph Soulas
- James Tissot
- Henri Vergé-Sarrat
- Roger Vieillard (ancien président)
- André Villeboeuf
- Javier Vilato
- Jacques Villon
- Victor Vignon
- Édouard Vuillard
- Henry de Waroquier
- Herman Armour Webster
- Claude Weisbuch
- Paul Welsch